# Nachal Ze’elim
Der Nachal Zeʾelim (hebräisch נַחַל צֶאֱלִים, arab. Wadi Seiyal) ist ein in west-östlicher Richtung verlaufendes Wadi in Israel, am Westufer des Toten Meeres. 
Nachal Zeʾelim gehört zu den größten Wadis in der Judäischen Wüste und ist vergleichsweise wasserreich aufgrund von vier kleineren Quellen, die ihr Wasser in den Nachal Zeʾelim einspeisen. Daneben existieren westlich davon zwei größere Wasserbecken, Naʿama (ar. Birkat en-Nuʿeimiya) und Zephira (ar. Birkat es-Safariya), die ganzjährig Wasser speichern. Auf halber Strecke mündet der Nachal Hardof (ar. Wadi Maradif) von Norden in den Nachal Zeʾelim, der schließlich etwa 4 km nördlich von Masada in das Tote Meer mündet.

## Archäologie
Im Zuge der Handschriftenfunde vom Toten Meer kamen Gerüchte auf, dass Material aus unbekannten Höhlen, welches Beduinen in Jordanien verkauften, aus dem Wadi Seiyal, hebräisch Nachal Zeʾelim, stamme. Allerdings gehörte das Gebiet zu Israel. Daraufhin unternahm die Hebräische Universität Jerusalem im Jahr 1960 zwei Expeditionen in die Gegend (25. Januar bis 2. Februar und 23. März bis 6. April). Die Expedition brachte reiche Funde von der Kupfersteinzeit bis in die Zeit des Bar-Kochba-Aufstandes. 

### Kupfersteinzeit und Bronzezeit
Neben einzelnen größeren Gebäudestrukturen wurden aus dem Chalkolithikum zahlreiche Tonscherben an der Oberfläche gefunden. Diese fanden sich auch in nahezu jeder bewohnbaren Höhle im untersuchten Gebiet. In Höhle 49 wurden vier Keulenköpfe, davon zwei aus Hämatit und zwei aus Kupfer, gefunden. Daneben wurden auch Reste von Kleidung und Matten oder Körben entdeckt. Von Interesse sind weiterhin polierte Anhänger aus Knochen und Muscheln mit Löchern an den oberen Enden, die zum Teil mit diagonalen Linien verziert sind, sowie zahlreiche Perlen.

### Eisenzeit
Aus der Eisenzeit wurden zwei festungsähnliche Bauten und zwei Siedlungsplätze entdeckt. Diese Anlagen zeigen, dass es in der Eisenzeit Verbindungswege vom Gebiet um Hebron durch den Nachal zum Toten Meer (und weiter nach Moab) gegeben hat. Von den zahlreichen aufgenommenen Tonscherben stammen jedoch keine aus den Höhlen. Diese blieben in der Eisenzeit möglicherweise unbenutzt.

### Römische Zeit
Zahlreiche Funde existieren aus der römischen Zeit. Von Bedeutung sind u. a. die vier römischen Forts, die vermutlich aus derselben Epoche stammen und zur Zeit des Bar-Kochba-Aufstandes die Wege entlang des Nachal kontrollieren sollten. Daneben gibt es aber vier Höhlen mit bedeutsamen Funden.
- Höhle 31 (Cave of the Arrows) war noch unberührt von beduinischer Aktivität. Sie enthielt reichlich Keramik, weiterhin organische Überreste und eine Münze des Trajan (98–117). Außerdem lagen in einer Ecke elf eiserne Pfeilspitzen sowie zahlreiche Schäfte aus Holz und Rohr.
- Höhle 32 (Cave of the Skulls) wurde bereits vor der archäologischen Expedition von Beduinen durchsucht. Die Grabungen der Universität erbrachten noch eine Münze aus der Zeit Trajans sowie ein Grab mit sieben Skeletten. Da die Schädel aufgeschichtet waren mit den übrigen Knochen daneben, handelt es sich offensichtlich um eine Sekundärbestattung. An einem Knochen fanden sich noch Reste von Kleidung.
- Höhle 34 (Cave of the Scrolls) barg die einzigen Schriftfunde dieser Gegend. In einer Grube nahe dem Eingang fanden sich Leder- und Papyrusfragmente, die hebräisch/aramäisch und griechisch beschrieben waren. Nach Ansicht der Ausgräber wurden die Schriftrollen von Flüchtlingen, die sich während des Bar-Kochba-Aufstandes in der Höhle versteckten, hierher gebracht. Unter den anderen Funden waren ein Kamm und zwei Münzen. Diese stammen aus der Zeit der römischen Kaiser Elagabal (218–222) und Severus Alexander (222–235) und sind damit rund 100 Jahre jünger als die Münzen aus der Zeit des Bar-Kochba, womit die Weiternutzung der Höhle deutlich nach Bar-Kochba belegt ist.
- Höhle 40 (Cave of the Reservoir) enthält ein Wasserbecken, welches teils aus dem Stein herausgehauen ist, teils gemauert und verputzt wurde. Abgesehen von römischer Keramik wurde eine Bronzemünze aus dem II. Jahr des Bar-Kochba gefunden.

## Schriftfunde aus Höhle 34
Die Schriftfunde aus Höhle 34 sind die einzigen Schriftfunde aus dem Nachal Zeʾelim, die bei Grabungen gefunden wurden. Sie werden mit 34 (für Höhle 34), Ṣe (für den Fundort) und einer fortlaufenden Nummer bezeichnet. Die Schriftstücke der Seiyâl-Sammlung, die gelegentlich mit dem Nachal Zeʾelim in Verbindung gebracht werden, kommen aus Ankäufen und sind ungeklärter Herkunft. Die meisten von ihnen dürften jedoch aus dem Nachal Chever stammen. Sie werden in der Regel mit XHev/Se (für ungesicherte Herkunft vermutlich aus Nachal Chever oder Nachal Zeʾelim) und einer fortlaufenden Nummer bezeichnet.
Von den im Nachal Zeʾelim gefundenen Texten besteht Nr. 1 (34Ṣe1) aus zwei Fragmenten, die mit winzigen hebräischen Buchstaben – die durchschnittliche Buchstabenhöhe beträgt etwa 1 mm! – beschrieben sind. Bei Fragment 1 fehlen Teile des rechten Randes, etwa 20–35 mm, bei Fragment 2 hingegen ein größerer Teil. Dennoch lässt sich der Text eindeutig als Ex 13,2–10 und 13,11–16 identifizieren. Damit handelt es sich um Reste von Tefillin. Der Text entspricht dem masoretischen Text bis auf eine Variante in Ex 13,6a. Die dortige Pluralform wird auch von der Septuaginta und der Peschitta geboten.
Nr. 2 (34Ṣe2) sind Lederfragmente mit nur wenigen erhaltenen Buchstaben. Eventuell handelt es sich dabei um den oberen Rand einer Rolle, die Text aus dem Buch Numeri enthielt. Nr. 3 (34Ṣe 3) ist auf Papyrus geschrieben und beinhaltet einen Vertrag in aramäischer Sprache. Die zahlreichen kleinen Fragmente lassen sich jedoch nicht zu einem erkennbaren Text zusammenfügen, so dass weitere Deutungen unmöglich sind.
Die acht erhaltenen griechischen Fragmente werden von der jetzigen Herausgeberin H. Cotton zu zwei Handschriften zusammengefasst. Nr. 4 (34Ṣe 4) enthält eine Liste von männlichen, mehrheitlich hebräischen Namen mit Patronym, jeweiliger Altersangabe und gelegentlich dem Zusatz „Bruder“. Der Erstherausgeber Baruch Lifshitz dachte dabei an eine Bruderschaft von Kämpfern des Bar-Kochba. Diese Interpretation ist jedoch dadurch ausgeschlossen, dass in der Liste sowohl 13-jährige Kinder als auch 67-jährige Greise aufgeführt werden. Wahrscheinlicher ist, dass es sich um eine Steuerliste zur Erhebung der Kopfsteuer handelt. Fragment Nr. 5 (34Ṣe 5) schließlich enthält Reste einer Rechnung.